# Burton (Texas)
Burton é uma cidade  localizada no estado norte-americano de Texas, no Condado de Washington.

## Demografia
Segundo o censo norte-americano de 2000, a sua população era de 359 habitantes. 
Em 2006, foi estimada uma população de 369, um aumento de 10 (2.8%).

## Geografia
De acordo com o United States Census Bureau tem uma área de 
3,1 km², dos quais 3,1 km² cobertos por terra e 0,0 km² cobertos por água. Burton localiza-se a aproximadamente 139 m acima do nível do mar.

## Localidades na vizinhança
O diagrama seguinte representa as localidades num raio de 28 km ao redor de Burton. 